# Chiloglanis voltae
Chiloglanis voltae es una especie de peces de la familia Mochokidae en el orden de los Siluriformes.

## Morfología
Los machos pueden llegar alcanzar los 2,7 cm de largo total.

## Hábitat
Es un pez de agua dulce.

## Distribución geográfica
Se encuentran en África: cuencas de los ríos Volta y Benue en Burkina Faso, Camerún, Ghana, Nigeria y Togo.